# Sher 25
Sher 25是一個距離地球約25000光年的藍超巨星，該恆星在銀河中位於屬於電離氫區的NGC 3603，在天球上位於船底座。該恆星的光譜型為B1Iab，視星等12.2。  

## 概要
Sher 25最初為主序星時的質量估計為太陽的60倍，但這類型恆星通常已經失去相當一部分的質量。目前仍不清楚Sher 25是否由紅超巨星演化而成，或者從主序星階段演化而來，因此它的質量仍無法確認。
該恆星的名稱最初來自David Sher對NGC 3603內部恆星的編號目錄。對於該恆星更準確的稱呼應該是NGC 3603的Sher 25，以區分David Sher在其他星團中的恆星編號。Melnick、Tapia和Terlevich在NGC 3603中將該恆星編號為13號（即NGC 3603 MTT 13）另外，Moffat、Drissen和Shara 使用哈伯太空望遠鏡巡天觀測將該行星編號為5號（即NGC 3603 MDS 5）。
天文學家推測Sher 25已經是即將成為超新星的狀態，並且該恆星拋出物質的模式類似大麥哲倫星系中的SN 1987A，有拱環和從兩極外流的絲狀結構。
Sher 25譜線中以數日為周期的多普勒效应規律變化有部分天文學家認為是暗示伴星的存在，但也有天文學家認為更可能的原因是恆星本身的脈動。

## 外部連結
- NASA Astronomy Picture of the Day: Sher 25: A Pending Supernova? (12 August 1997)